# هاشيموتو (واكاياما)
مدينة هاشيموتو (بالإنجليزية: Hashimoto)‏ هي أحد المدن التابعة لمحافظة واكاياما. تأسست رسميًا في 01/03/2006. ويقدر عدد سكانها بـ 67505 نسمة حسب تقدير مكتب الإحصاء الياباني لعام 2012. تبلغ مساحة هاشيموتو 130.31 كم2. بكثافة سكانية تبلغ 518 نسمة/كم2.